# Bratslav
Bratslav não deve ser confundida com as cidades de Breslau (Wrocław), Břeclav ou Bratislava.
Bratslav (ou Breslov — algumas vezes transliterado por Bratzlav ou Braclav; ucraniano: Брацлав, polonês: Bracław, iídiche: בראָסלעוו, Broslev, não confundir com Breslov - o nome de um grupo hassídico, que originou-se nessa cidade) é uma cidade da Ucrânia, localizada no distrito de Nemyriv da óblast de Vinnytsia, às margens do rio Bug Meridional. É uma cidade medieval européia que perdeu muito de sua importância durante os séculos XIX e XX. Em 2001, Bratslav tinha uma população de 6 044 habitantes.

## História
A primeira referência escrita de Bratslav data de 1362. O assentamento ganhou privilégios de cidade em 1564. Bratslav pertenceu ao Grão-Ducado da Lituânia até a União de Lublin de 1569, quando ela se tornou capital da voivodia de Bracław da República das Duas Nações. Em 1648, durante a Revolta de Chmielnicki, Bratslav tornou-se uma cidade regimental cossaca, parte de um Estado Hetman ucraniano, que foi mais tarde assimilado pelo Ducado da Moscóvia. Em 1667, sob o Tratado de Andrusovo, a Moscóvia devolveu a cidade para a Polônia. A cidade tornou-se parte do Império Russo (o novo nome da Moscócia a partir de 1708) depois da segunda partição da Polônia em 1793, assim como toda a região da margem direita do rio Dniepre na Ucrânia. Sob o domínio russo, Bratslav foi uma sede de distrito (uyezd) na guberniya da Podolia. Como a cidade não tinha acesso a uma rodovia, sua importância e população gradualmente diminuíram.
Bratslav é famosa no Judaísmo como o local onde o rabi Nachman viveu e ensinou. O rabi Nachman foi o fundador de um dos maiores ramos do Hassidismo, o Hassidismo Breslov e um escritor iídiche.